# Лесли, Кит
Кит Ле́сли (англ. Keith Lasley; 21 сентября 1979, Глазго, Шотландия) — шотландский футболист, тренер. Выступал на позиции полузащитника. Ныне является ассистеном главного тренера в клубе «Мотеруэлл».

## Биография
Лесли родился в Глазго. Заиграл за основную команду «Мотеруэлл» в 1999 году. Дебютный матч состоялся спустя 18 месяц. Стабильно закрепится в команде ему удалось только в сезоне 2001/02 и после этого он стал регулярно появляться в основном составе команды. Летом 2004 года Лесли решил не продлевать свой контракт с клубом и ушёл в «Плимут Аргайл». Контракт с «Плимутом» был подписан до лета 2006. В 2006 году он продлил контракт с «Плимут Аргайл» до 2008. В 2006 Лесли подписал контракт с ему уже знакомым «Мотеруэлл». В сезоне 2012/13 будет выступать в роли капитана команды «Мотеруэлл».